# Hope World
Hope World ist das erste Mixtape des südkoreanischen Rappers J-Hope. Es wurde am 2. März 2018 von Big Hit Entertainment, zusammen mit dem Musikvideo für den Titeltrack Daydream veröffentlicht. Das Video zur zweiten Single Airplane erschien eine Woche später. Das Album erreichte #38 der Billboard 200 Chart, was J-Hope zum am höchsten chartenden koreanischen Solomusiker zur Zeit der Veröffentlichung machte.

## Musikstil
Jules Vernes 1870 veröffentlichten Roman 20.000 Meilen unter dem Meer, der J-Hope schon als Kind fasziniert hat, inspirierte den groovy Track Hope World, der so klingt als würde jemand untertauchen. J-Hope möchte mit dem Track neuen Hörern sich und seine Welt vorstellen, wie Kapitän Nemo aus dem Roman der mit den Besuchern in seinem U-Boot die Weltmeere befährt. Der darauf folgende Track P.O.P (Piece of Peace) Pt. 1 verdeutlicht J-Hopes Namen und seine Motivation: jemanden in dieser Welt Hoffnung zu spenden, dabei sieht er sich nicht als der große Friedensspender, sondern eher als jemand der ein kleines Stück beitragen möchte. In Daydream, mit seinem 90er Klang, seinen relaxten Gesangsteilen und der lebhaften Bass Linie, lässt der Rapper uns den ganz normalen Kerl Jung Ho-seok, der hinter seiner Star Persona steckt, kennenlernen und benutzt den Track als ein Ventil, um über seine Sehnsüchte und Wünsche zu sprechen, die jeder hat, aber die er jedoch in seiner Position unterdrücken und verschleiern muss. Während er über Scratch Geräuschen auf dem Trap Song namens Base Line sein Können flext offenbart er auch wie er zur Musik gekommen ist und zeigt sich dankbar, für sein Leben und seine Arbeit, was direkt zum Track HANGSANG überleitet, auf dem er spielerisch mit seinen Erfolgen und der Kameradschaft unter ihm und seinen BTS Band Kollegen protzt. Inspiriert durch einen Erste-Klasse Flug, wo ihm deutlich wurde was für ein glamouröses Leben, von dem er früher nur geträumt hätte, er nun führt, und wie sehr er sich daran gewöhnt hat, schrieb J-Hope Airplane, wo er seinen jetzigen Status reflektiert, bevor er mit dem atmosphärischen und melancholisch klingenden Track Blue Side (Outro) sein erstes Mixtape beendet.

## Entstehungsgeschichte
Zum ersten Mal wurde ein mögliches Mixtape von J-Hope in dem Konzeptbuch des BTS-Albums Wings erwähnt, dass am 16. Oktober 2016 erschien. In einem Interviewteil wurde der Rapper nach seinen Absichten bezüglich eines eigenen Mixtapes, nach dem Herauskommen der Mixtapes RM (2015) und Agust D (2016) seiner Bandkollegen, gefragt. Er gab an, darüber nachzudenken. Später erzählt er, dass das allgemeine Interesse und das Lob für die Musik, die er im Rahmen von BTS produzierte, ein wesentlicher Beweggrund für das Schaffen von Hope World war. Das Mixtape sollte den Rapper und seinen musikalischen Stil vorstellen, sowie sein Können als Rapper und Produzent zur Zeit der Veröffentlichung zur Schau stellen. Auf einer persönlicheren Ebene möchte J-Hope seine aufrichtigen Gefühle gegenüber dem Musik produzieren ausdrücken:
"The reason I made the mixtape was because it was kind of like a dream for me... to make and play a song that I made about myself. I wanted to play it for many people. And for the longest time, I worked on it and invested in that dream, and I studied a lot and wrote songs, researched to make it happen so I could figure out a way that many fans and the public who don't know about J-Hope can all enjoy my music. So first and foremost the reason why I made [Hope World] was because I wanted it so badly."
2017 verriet J-Hope, dass er dabei ist das Mixtape zu produzieren und dass er es veröffentlichen wird, wenn er denkt, dass es fertig ist. Am 3. Januar 2018 erwähnte RM, sein Bandkollege, das Mixtape in einem Livestream auf V Live. Er erzählte, dass J-Hope daran arbeitet, er sehr überrascht von der hohen Qualität der Track war und Fans sich auf das Mixtape freuen können. Im Februar postete J-Hope auf verschiedenen sozialen Netzwerken Hinweise darauf, dass sein Mixtape Hope World, im Vorfeld von Fans auch Hixtape genannt, sehr bald erscheinen würde. Das Erscheinungsdatum wurde am 23. Februar durch Big Hit Entertainment verkündet.
Am 2. März 2018 wurde Hope World zusammen mit dem Musikvideo für Daydream
veröffentlicht. Es erschien als digitaler Kauf, auf Streaming-Diensten und durch Links auf BTS Twitter-Account, durch die das Mixtape kostenlos heruntergeladen werden kann. Ein zweites Musikvideo, für die Single Airplane, wurde am 7. März veröffentlicht. Neben einem Interview mit Time, wurde Hope World nicht weiter von J-Hope beworben.

## Trackliste
Die Credits sind vom digitalen Booklet, dass von Big Hit Entertainment veröffentlicht wurde, übernommen. Zusätzliche Informationen stammen von SoundCloud.
| #  | Titel                         | Songwriter                  | Produzent(en)        | Länge | Anmerkungen                |
| -- | ----------------------------- | --------------------------- | -------------------- | ----- | -------------------------- |
| 1. | Hope World                    | Docskim • J-Hope            | Docskim              | 3:24  |                            |
| 2. | P.O.P (Piece of Peace), Pt. 1 | J-Hope • Pdogg              | J-Hope • Pdogg       | 3:01  |                            |
| 3. | Daydream                      | Pdogg • J-Hope              | Pdogg                | 3:48  | koreanischer Titel: 백일몽 |
| 4. | Base Line                     | J-Hope • Supreme Boi        | J-Hope • Supreme Boi | 1:29  |                            |
| 5. | HANGSANG (feat. Supreme Boi)  | Supreme Boi • J-Hope        | Supreme Boi          | 3:49  | koreanischer Titel: 항상   |
| 6. | Airplane                      | J-Hope • Supreme Boi        | J-Hope • Supreme Boi | 3:17  |                            |
| 7. | Blue Side (Outro)             | Hiss Noise • Adora • J-Hope | Hiss Noise • Adora   | 1:30  |                            |

## Personnel
Die Credits sind vom digitalen Booklet, dass von Big Hit Entertainment veröffentlicht wurde, übernommen. Zusätzliche Informationen stammen von SoundCloud.
- Adora – Produktion, Songwriting, digitales Editieren, Chorus, Synthesizer, Recording-Engineer
- DJ Wegun – Scratching
- Docskim – Produktion, Songwriting, Keyboard, Synthesizer, Bass
- Hiss Noise – Produktion, Songwriting, digitales Editieren, Keyboard
- Jeong U-yeong  – Recording-Engineer
- J-Hope – Hauptstimme, Produktion, Songwriting, Vokal-Arrangement, Rap-Arrangement, Chorus, Keyboard, Synthesizer, Recording-Engineer
- Kim Seung-hyeon – Gitarre
- Lee Ju-yeong – Bass
- Ken Lewis – Mixing-Engineer
- Randy Merrill – Mastering-Engineer
- Na Jam-su – Talk-Box
- Park Gi-won – Recording-Engineer
- Park Jin-se – Mixing-Engineer
- Pdogg – Produktion, Songwriting, Keyboard, Synthesizer
- Slow Rabbit – Vokal-Arrangement
- Supreme Boi – feat. Stimme, Produktion, Songwriting, Rap-Arrangement, Keyboard, digitales Editieren, Recording-Engineer
- Yang Ga – Mixing-Engineer

## Veröffentlichungen und Charterfolge
| ChartsChartplatzierungen       | Höchstplatzierung | Wochen |
| ------------------------------ | ----------------- | ------ |
| Österreich (Ö3)                | 25 (1 Wo.)        | 1      |
| Vereinigte Staaten (Billboard) | 38 (2 Wo.)        | 2      |

## Rezeption
In der Woche endend mit dem 1. März fand sich Hope World auf Platz 63 der Billboard 200 Charts mit 9.000 Album-equivalent units, aus den Käufen von nicht mal einem Tag.
Die darauf folgende Woche, endend mit dem 8. März, erreichte das Mixtape seine höchste Platzierung, mit 12.000 Album Äquivalenten Verkäufen und J-Hope wurde mit einer Chart Platzierung von #38 der bis dahin am höchsten dort chartende koreanische Solokünstler. Drei Tracks des Mixtapes, Daydream, Hope World und HANGSANG, erreichten in der ersten Woche jeweils die Plätze 3, 16 und 24 auf der World Digital Song Chart. In der folgenden Woche stiegen sie auf die Plätze 1, 6 und 11, während drei weitere Tracks, Airplane, Base Line und P.O.P (Piece of Peace) pt. 1 die Plätze 5, 6 und 12 belegten. Der Erfolg seines Solo-Debüts brachte J-Hope auf Rang 3 der Emerging Artists Chart und Rang 97 auf der Artist 100 Chart in der Woche des 10. März sowie Rang 91 in der darauf folgenden Woche. Er wurde damit der fünfte koreanische Künstler und der zweite koreanische Solokünstler nach Psy auf der Artis 100 Chart. Das Mixtape chartete in 12 Ländern weltweit, während Daydream auf drei Charts zu finden war.